# Dakota (teritoriu SUA)
Dakota Territory, în română, Teritoriul Dakota, a fost numele porțiunii extrem nordice a imensului teritoriu achiziționat de către Statele Unite ale Americii de la Franța în anul 1803, prin tratatul numit Louisiana Purchase.  
Între anii 1861 și 1868, respectiv între 1868 și 1889, numele generic de Dakota Territory a fost pe drept atribuit unui teritoriu organizat al Statelor Unite, care inițial cuprindea o suprafață echivalentă cu cea a statelor de azi Dakota de Nord, Dakota de Sud, respectiv însemnate procentaje din suprafețele statelor Montana și Wyoming.  
Mărimea acestui teritoriu organizat s-a diminuat sensibil în 1868, odată cu atribuirea unor însemnate părți ale Teritoriului Dakota, altor două teritorii, Teritoriul Montana (creat la rândul său în 1864 din Teritoriul Idaho prin atribuirea secțiunii nord-estice a zonei aflate la est de Munții Bitteroot⁠(d)) și Teritoriul Wyoming, creat în același an, 1868, prin atribuirea zonelor situate la est de cel al 111-lea meridian, care fuseseră anterior organizate în entitatea numită Idaho Territory.  
O mare parte a Dakota Territory a fost anterior parte a altor două teritorii organizate ale Uniunii, Minnesota Territory și Nebraska Territory.  Când Teritoriul Minnesota a devenit stat al Statelor Unite în 1858, partea rămasă la est de Missouri River a devenit simultan teritoriu neorganizat.  Semnarea Tratatului Yankton în 1859, prin care se ceda guvernului Statelor Unite majoritatea a ceea ce fusese anterior pamânt al tribului Lakota, a făcut ca unii dintre cei stabiliți anterior în zonă să se organizeze provizoriu și să militeze, fară nici un succes, pentru statutul de teritoriu.  Oricum, de abia în 1861, a fost necesară intervenția foarte decisă și convingătoare a vărului prin alianță a președintelui Abraham Lincoln, cunoscutul general al armatei Uniunii, J.B.S. Todd⁠(d), pentru ca, în sfârșit, "roțile" aproape blocate ale celor din capitala țării, Washington, D.C. să se miște și Congresul să aprobe crearea Dakota Territory. 

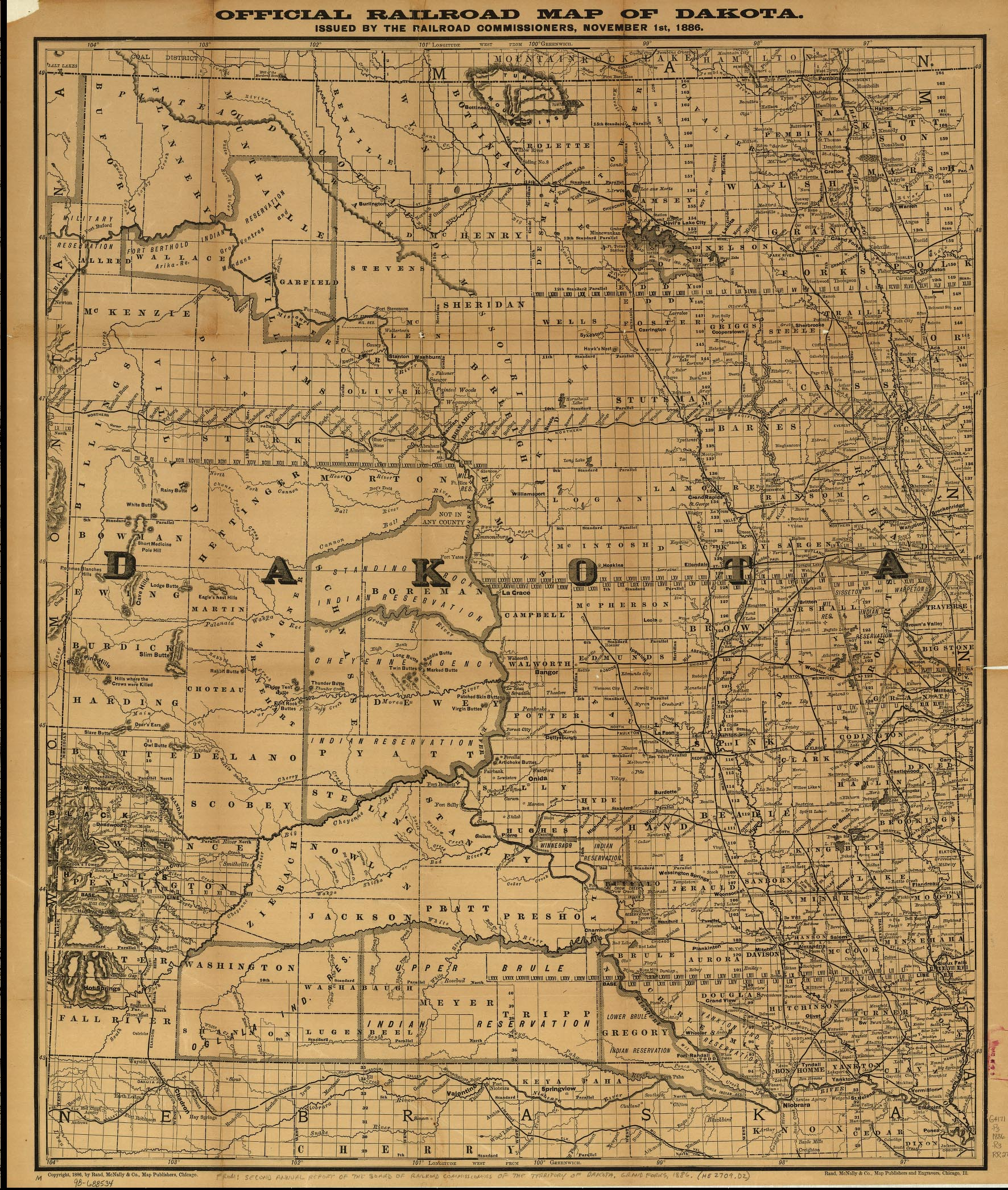
Dakota Territory, circa 1886.

În ziua de 2 martie 1861, Dakota a devenit teritoriu organizat al Statelor Unite.  După constituire, zona pe care Dakota Territory o acoperea includea destul de mult din teritoriile de azi ale statelor Montana și Wyoming.  Oricum, în 1868 (vedeți articolele, Idaho (teritoriu SUA), Montana (teritoriu SUA) și Wyoming (teritoriu SUA)), zona ocupată de Teritoriul Dakota a fost redusă la teritoriul ocupat azi de cele două state Dakota, cunoscute sub numele colectiv de The Dakotas⁠(d).
Capitala teritorială a fost la Yankton⁠(d) (azi în South Dakota) între 1861 și 1883, când a fost mutată la Bismarck (azi în North Dakota).  Dakota Territory a fost divizat în două state, (Dakota de Nord și Dakota de Sud) la 2 noiembrie 1889, când The Dakotas au fost admise simultan în Uniune.  Divizarea Teritoriului Dakota din ultimii ani ai săi în două state distincte a avut la bază o serie de motive de naturi diferite.  Pe de o parte, atât geografic cât și geomorfologic teritoriul rămas în anii 1880 se preta la o împărțire în două.  Pe de altă parte, cele două centre majore de populație erau situate în colțurile nord-estic, respectiv sud-estic ale teritoriului, la sute de kilometri distanță.  În fine, la nivel național, era presiune din partea Partidului Republican ca să existe mai multe voturi în Congres (patru senatori în loc de doi, respectiv mai mulți reprezentativi).  Nu trebuie neglijată nici dorința locuitorilor de a îmbrățișa ideea a două entități administrative diferite, datorită unor multitudini de factori, așa cum ar fi cel cultural și ocupațional, care se adăugau la argumentele viabile expuse anterior. 